# Ceremony of Opposites
Ceremony of Opposites es el tercer disco de estudio de la banda suiza Samael. Este disco significó un giro decisivo en la trayectoria musical de la banda, ya que dejaron de lado el black metal propio de los ochentas de su primer disco, y la tendencia al doom metal del segundo trabajo. Para esto, incorporaron por primera vez teclados a sus canciones. De este modo, Samael se transformó en una banda de dark metal, con algunos toques electrónicos e industriales, que en trabajos posteriores se ampliarían hasta convertirse en un elemento imprescindible de su estilo. Influyó también el hecho de que este disco se grabó en apenas doce días, y se mezcló en apenas uno, lo que contribuyó a darle un carácter un poco más desprolijo, menos trabajado, que ayudó poderosamente a marcar el giro con los discos anteriores. El giro resultó ser tan radical, que después Samael decidió regrabar dos canciones anteriores a este disco en producciones posteriores, acomodándolas a su nuevo estilo (estas canciones fueron "Into the Pentagram" y "After the Sepulture", y ambas reversiones están en el EP "Rebellion)".
En el aspecto lírico, si bien siguieron presentes las alusiones al satanismo de sus dos discos anteriores ("Worship Him" y "Blood Ritual"), éstas se encuentran mucho más atemperadas. El único tema que alude directamente a un aspecto que podría considerarse satánico es "Baphomet's Throne", y esto sólo si consideramos a la entidad mitológica Bafomet como un trasunto de Satanás. Con todo, existe una gran carga de oscuridad, y de rebeldía contra la luz, dentro del disco, con un tema al menos que es abiertamente contrario al cristianismo ("To Our Martyrs"). Probablemente, los principales temas del disco, que atraviesan por completo las letras de éste, son la desolación de sentirse vivo, la angustia frente a la muerte, y el ansia de eternidad que no pareciera llegar nunca.

## Ficha técnica
Grabado en Woodhouse Studio, Hagen, Alemania, en enero de 1994.
Producido, diseñado y mezclado por Waldemar Sorychta.
Diseñado por Siggi Bemm.
Música y arreglos por Xytras.
Letras por Vorphalack.

## Lista de canciones.
1. Black Trip. ("Viaje negro"). Trata sobre el viaje interior hacia las regiones más oscuras dentro del ser humano.
2. Celebration Of The Fourth. ("Celebración de los cuartos"). Se refiere a los cuatro elementos (tierra, agua, aire y fuego).
3. Son Of Earth. ("Hijo de la Tierra"). Se refiere a la vida como una maldición, a la futilidad de nacer, y a la inevitabilidad de la muerte.
4. 'Till We Meet Again... ("Hasta que nos encontremos otra vez"). Trata directamente sobre la muerte, sobre los aspectos positivos de ésta, y sobre la atracción que ella puede ejercer.
5. Mask Of The Red Death. ("La máscara de la muerte roja"). Se refiere a la muerte como un alivio a la angustia de la existencia.
6. Baphomet's Throne. ("El trono de Bafomet"). Se refiere a Bafomet, una deidad gnóstica, como guía espiritual.
7. Flagellation. ("Flagelación"). Alude al placer proporcionado por la automortificación.
8. Crown. ("Coronado"). Habla sobre la gloria que es posible de encontrar incluso en la humillación y el sufrimiento.
9. To Our Martyrs. ("A nuestros mártires"). Canción directamente anticristiana, es un llamado a rebelarse contra los principales símbolos cristianos.
10. Ceremony Of Opposites. ("Ceremonia de los opuestos"). Se refiere al vértigo de la existencia, teniendo conciencia de la unión de los opuestos.